# بلاوا
بلاوا (به صربی: Belava) یک کوه در صربستان است که در Southeastern Serbia واقع شده‌است. بلاوا ۹۴۶ متر بالاتر از سطح دریا واقع شده‌است.